# Euxoa zugmayeri
Euxoa zugmayeri är en fjärilsart som beskrevs av Charles Boursin 1948. Euxoa zugmayeri ingår i släktet Euxoa och familjen nattflyn. Inga underarter finns listade i Catalogue of Life.